# 대한민국 민법 제820조
대한민국 민법 제820조는 근친혼 등의 취소청구권의 소멸에 대한 민법 가족법 조문이다.

## 조문
제820조(근친혼등의 취소청구권의 소멸) 제809조의 규정에 위반한 혼인은 그 당사자간에 혼인중 포태(胞胎)한 때에는 그 취소를 청구하지 못한다.  <개정 2005.3.31.>
[제목개정 2005.3.31.]

## 참고 문헌
- 오현수, 일본민법, 진원사, 2014. ISBN 9788963463452
- 오세경, 대법전, 법전출판사 , 2014 ISBN 9788926210277
- 이준현 , LOGOS 민법 조문판례집, 미래가치, 2015. ISBN 9791155020869

## 같이 보기
- 근친혼